# Angela Pleasence
Angela Pleasence, född 30 september 1941 i Chapeltown, Sheffield i South Yorkshire, är en brittisk skådespelare. Hon är dotter till skådespelaren Donald Pleasence. Angela Pleasence är bland annat känd för rollerna som Katarina Howard i BBC:s miniserie Henrik VIII:s sex hustrur (1970) och som "Förgångna julars ande" i filmen En julsaga (1984). Hon har även medverkat i TV-program som The Barchester Chronicles, Silas Marner, Whitechapel och Morden i Midsomer. I filmen Gangs of New York (2002) var hon del av en folkmassa.

## Filmografi i urval
- 1967 – Sir Arthur Conan Doyle
- 1968 – Coronation Street (TV-serie)
- 1968 – Brudar på hjärnan
- 1970 – Henrik VIII:s sex hustrur (TV-serie)
- 1973 – Hitlers sista dagar
- 1978 – Les Miserables
- 1983 – Mansfield Park (TV-serie)
- 1984 – En julsaga (TV-film)
- 1986 – Anastasia
- 1991 – Kärleken, klockan och jättefisken
- 1998 – Morden i Midsomer (TV-serie)
- 2002 – Gangs of New York
- 2004 – Agatha Christie's Marple (TV-serie)
- 2007 – Doctor Who (TV-serie)
- 2008 – Agatha Christie's Poirot (TV-serie)
- 2011 – Your Highness
- 2013 – Whitechapel (TV-serie)
- 2016 – Happy Valley (TV-serie)